# Kürbiskuchengewürz

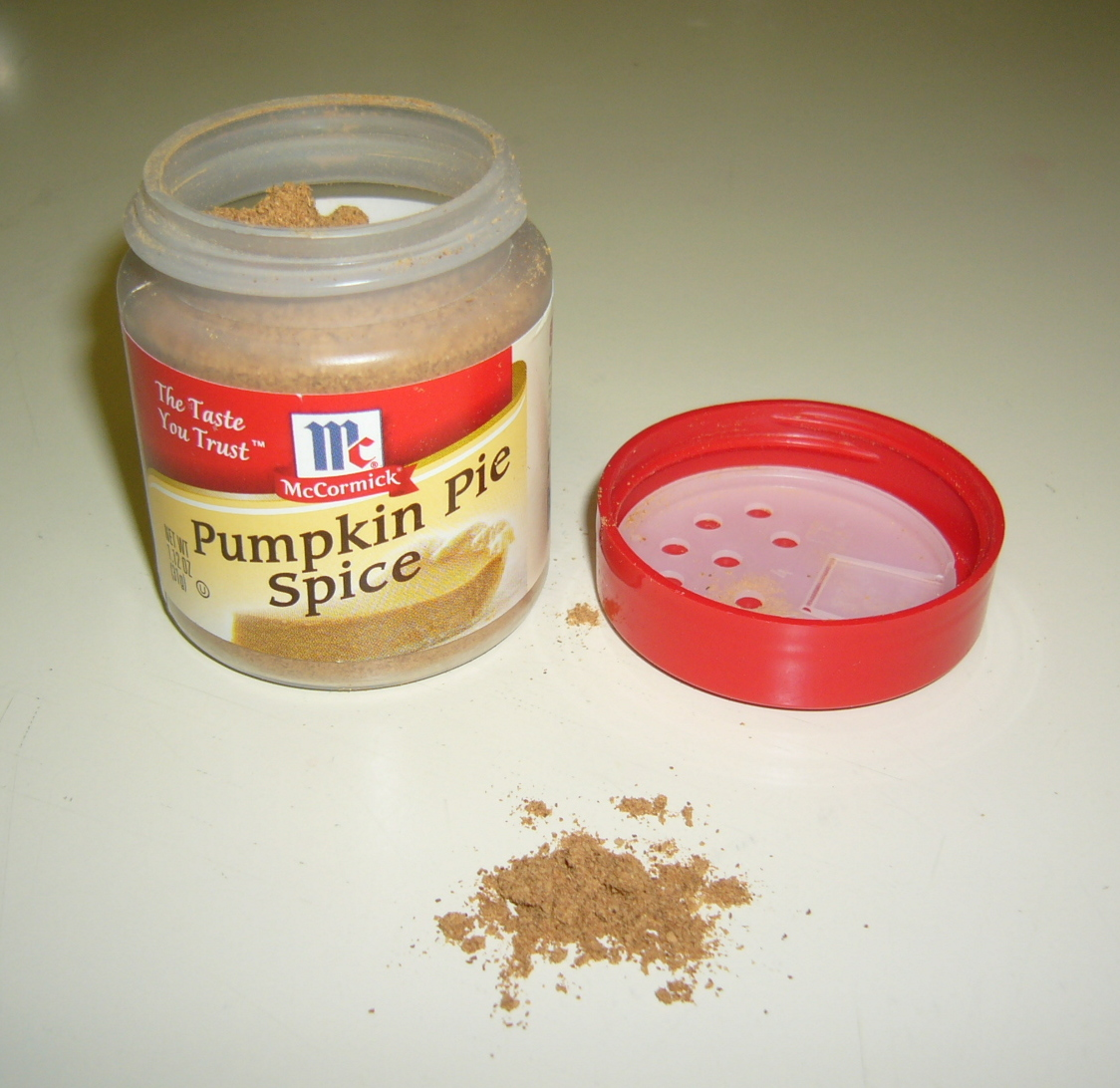
Gewürzstreuer aus den USA

Kürbiskuchengewürz (englisch Pumpkin Pie Spice) ist eine in den USA weit verbreitete Gewürzmischung, die zum Würzen von Pumpkin Pie verwendet wird. 
Die im Handel angebotene Standardmischung enthält:
- 4 Teile gemahlenen Zimt
- 1 Teil gemahlene Muskatnuss
- 1 Teil gemahlene Gewürznelken
- 1 Teil gemahlener Ingwer
- 1 Teil gemahlener Piment